# Świerczek (Isergebirge)
Der Świerczek, auch Boża Góra (deutsch Gotthardsberg) ist ein 595 m hoher Berg im schlesischen Teil des Isergebirges in Polen. Der Świerczek erhebt sich nördlich von Antoniów (Antoniwald) im Zackenkamm in der Gemeinde Stara Kamienica.

## Beschreibung
Der Gipfel ist vollständig mit Nadelwald bewachsen. Der Berg besteht aus Graniten und Gneisen sowie Quarzen. Am westlichen Fuße liegt Jaroszyce (Kolonie Gotthardsberg). Ein gelb markierter Wanderweg verläuft von Przecznica über seine westlichen Hänge auf den Bergpass Rozdroże Izerskie.